# Provincia de Congo-Kasai
Congo-Kasai fue una de las cuatro grandes provincias del Congo Belga definidas en 1914. Se estableció formalmente en 1919 y en 1933 se dividió en las nuevas provincias de Léopoldville y Lusambo.

## Ubicación
Congo-Kasai recibió su nombre del río Kasai, un importante afluente izquierdo del río Congo que proporciona acceso a la región. En 1910 se había establecido una fábrica de la Compañía Kasai cerca de Misumba, que tenía unos dos mil habitantes. La empresa había realizado con éxito pruebas de plantaciones de caucho. La empresa también compraba caucho y marfil a la población local, algunos de los cuales lo usaban para comprar licor del territorio portugués (Angola).
Congo-Kasai tenía cinco distritos: el distrito urbano de Léopoldville, capital de la colonia, y los distritos (de oeste a este) de Bajo-Congo, Kwango, Kasai y Sankuru. La compañía Huileries du Congo Belge tenía dos zonas (o círculos) de explotación en la provincia basado en Brabanta y Leverville, de los cuales Leverville fue el más importante.

## Historia
En los primeros días del Congo Belga, la colonia se dividió en 22 distritos vagamente definidos. A medida que se estableció el sistema colonial, los gobernantes sintieron la necesidad de asignar los grupos étnicos a territorios definidos, donde antes solían ser móviles. Un arrêté royal del 28 de julio de 1914 agrupó los distritos en las provincias de Congo-Kasai, Équateur, Oriental y Katanga, con el objetivo de mejorar la capacidad de respuesta mediante la descentralización. De hecho, la consolidación había comenzado en Katanga en 1912 y Oriental en 1913, pero Congo-Kasai no se convirtió formalmente en vicegobierno hasta 1919. Cada provincia estaba formada por varios de los distritos existentes, que eran a su vez dividido en territorios. Los territorios se dividieron en sectores. Se reconocieron muchas jefaturas. Varias de las más pequeñas podrían combinarse en un sector, mientras que las jefaturas más grandes se dividieron entre sectores.
A medida que aumentó la actividad de extracción de diamantes, seguida de la extracción de cobre, oro y estaño en diferentes partes de la colonia, se hizo cada vez más difícil contratar trabajadores. A menudo se obtenían trabajadores de los jefes de las aldeas mediante una combinación de comisiones y sanciones, y luego se llevaban largas distancias desde sus hogares hasta las minas. Las tasas de mortalidad fueron altas entre los trabajadores debido a la mala alimentación, el trabajo duro y una mayor exposición a enfermedades, mientras que las tasas de natalidad fueron más bajas. La Comisión para la Protección de los Nativos en el Congo informó sobre los problemas en 1919. Tanto el gobierno como las empresas vieron el valor de mantener la fuerza laboral sana y productiva. La Compañía Kasai recibió una concesión de 185 000 acres (74 866,9 ha) de plantaciones para proporcionar más alimentos a sus mineros. El gobernador de Congo-Kasai publicó un reglamento que detallaba la cantidad mínima y la calidad de las raciones.
Las cuatro provincias originales tenían una autonomía considerable, pero en 1933 se reorganizaron en seis provincias, nombradas por sus capitales, y el gobierno central asumió un mayor control. Congo-Kasai se dividió en las nuevas provincias de Léopoldville y Lusambo. En 1947, Lusambo pasó a llamarse Kasai. En 1965 Kasai se dividió en Kasai Occidental y Kasai Oriental.

## Otras lecturas
- Belgium. Ministère de la défense nationale (1925). Liste des localités de la province du Congo-Kasaï (en francés). Impr. du Ministère de la défense nationale. Consultado el 8 de agosto de 2020.
- Mwamba Mputu, Baudouin (1 de octubre de 2011). Le Congo-Kasaï (1865-1950): De l'exploration allemande à la consécration de Luluabourg (en francés). Editions L'Harmattan. ISBN 978-2-296-47015-6. Consultado el 8 de agosto de 2020.

- Datos: Q104224797